# Alexandru Dincă
Alexandru Dincă (Bucarest, 18 dicembre 1945 – 30 aprile 2012) è stato un pallamanista rumeno.

## Palmarès

### Olimpiadi
- 1 medaglia:
  - 1 bronzo (Monaco di Baviera 1972)

### Mondiali
- 3 medaglie:
  - 2 ori (Francia 1970; Germania Est 1974)
  - 1 bronzo (Svezia 1967)